# Здание Штаба ВВС (Белград)
Здание Штаба ВВС (Белград) (серб. Зграда команде ваздухопловства) представляет собой монументальное здание, которое находится на Площади авиаторов в Земуне. Оно было построено в 1935 году по проекту известного архитектора Драгиши Брашована на месте здания военного командования, которое, в свою очередь, было возведено в 1783 году. Брашован посвятил его королю Александру I Карагеоргиевичу, по чьей инициативе началось строительство.
5 апреля 1999 года в 04:18 Штаб ВВС и ПВО был атакован силами НАТО, по нему были выпущены две ракеты. В июне 2000 года у здания был открыт памятник солдатам ВВС и ПВО, погибшим в войне 1999 года. В 2000-2001 гг. оно было реконструировано.
В настоящее время входит в число памятников культуры Белграда.